# VAAM
V.A.A.M.（ヴァーム）は、スズメバチの幼虫が口から吐き出し成虫に与える栄養液である。
理化学研究所の阿部岳（あべたかし）特別招聘研究員により発見された。V.A.A.M.とは彼による命名で、Vespa Amino Acid Mixture（スズメバチアミノ酸混合物）のアクロニムである。なお Vespa はスズメバチの属名（スズメバチ属）である。

## 栄養交換
スズメバチの成虫は、毒針の向きを自在に変えられるよう、腹柄（胸部と腹部の間のくびれ）が非常にくびれている。食道はそこを通っているため細く、固形物を摂取することができない。
そのため、成虫は自分で捕った餌ではなく、幼虫が吐き出す栄養液を摂取する。成虫が捕る餌は幼虫に与えるためのものであり、幼虫がそれをV.A.A.M.を含む栄養液に変換する。このような関係を「栄養交換」と呼ぶ。スズメバチは巣を失うと2 - 3日で死んでしまうが、これは幼虫が吐き出す栄養液を得られなくなるからである。

## 特徴
V.A.A.M.はその名のとおりアミノ酸の混合液である。たんぱく質を構成する生体アミノ酸は20種類あるが、V.A.A.M.にはそのうち17種類が含まれる。
プロリン、グリシン、アラニン、グルタミンなどの含有量が高く、これらは脂肪酸の代謝プロセスにあるクエン酸回路を活性化させる。糖を使うとクエン酸回路が動き出すまで10数分かかるが、V.A.A.M.は直ちにクエン酸回路を稼動させるため脂肪の燃焼が効率よくなされる。

## スポーツドリンク
1995年、明治乳業（現：明治）からV.A.A.M.の組成を再現したスポーツドリンク「ヴァーム (VAAM)」が発売された。